# 로베르 피게
로베르 피게(프랑스어: Robert Piguet, 1898년 5월 6일~1953년 2월 22일)는 스위스의 패션 디자이너이며 주로 프랑스 파리에서 활동했다. 크리스티앙 디오르와 위베르 드 지방시를 가르쳤던 인물로 유명하다. 피게 패션 하우스는 1933년부터 1951년까지 운영하였으며, 현재 로베르 피게 브랜드는 향수만 제작하고 있다.

## 생애
로베르 피게는 그의 관련 기록을 소장하고 있는 스위스 패션 박물관에 따르면 1898년 스위스의 이베르동레뱅에서 태어난 것으로 알려져 있다. 어린 시절 피게는 그의 아버지를 따라 은행원이 되도록 교육을 받았었다. 그러나 피게는 아버지의 반대에도 불구하고 패션 디자이너의 길을 선택했다. 1918년 말, 제1차 세계 대전이 끝난 직후, 피게는 패션 디자이너가 되기 위해 프랑스 파리로 떠났다.
처음에 피게는 프랑스의 패션 디자이너인 폴 푸아레와 함께 일하기 시작했으며 그후 영국의 재단 회사인 레드펀(Redfern)의 파리 지점에 스카우트 되었다. 1932년, 파리 패션에 관해 글을 쓴 한 미국 작가는 '아마 이상적인 파리지앵 재봉사로 레드펀의 디자이너인 로베르 피게를 선택할 것이다.' 라는 글을 남기기도 했다.
1933년, 로베르 피게는 자신의 패션 하우스를 설립했다. 미국의 저명한 패션 홍보 담당자였던 엘리노어 램버트는 피게를 '얇은 양복'과 세련된 데이 드레스로 유명하다고 묘사했으며, 보그는 그를 '작은 양모 드레스의 대가'로 표현하기도 했다. 피게는 1937년 크리스찬 디올이 세 개의 컬렉션을 디자인할 수 있도록 그에게 큰 휴식을 준 것으로 가장 잘 알려져 있다. 후에 크리스찬 디올은 '로베르 피게는 나에게 진정한 우아함을 가져다주는 단순함의 미덕을 가르쳤다.'라고 말하기도 했으며 디올이 피게를 위해 디자인한 작품 중 하나인 '카페 앙글레'라는 이름의 드레스는 여러 호평을 받기도 했다. 피게 하우스에 있는 동안 디올은 피에르 발맹과 함께 작업했으며 후에 마르크 보앙(Marc Bohan)이 하우스 디자이너로 자리를 이어받았다. 디올, 보앙, 발맹 외에도 제임스 갈라노스와 위베르드 지방시 역시 피게와 함께 초기 작업을 시작한 디자이너들이다.

## 향수

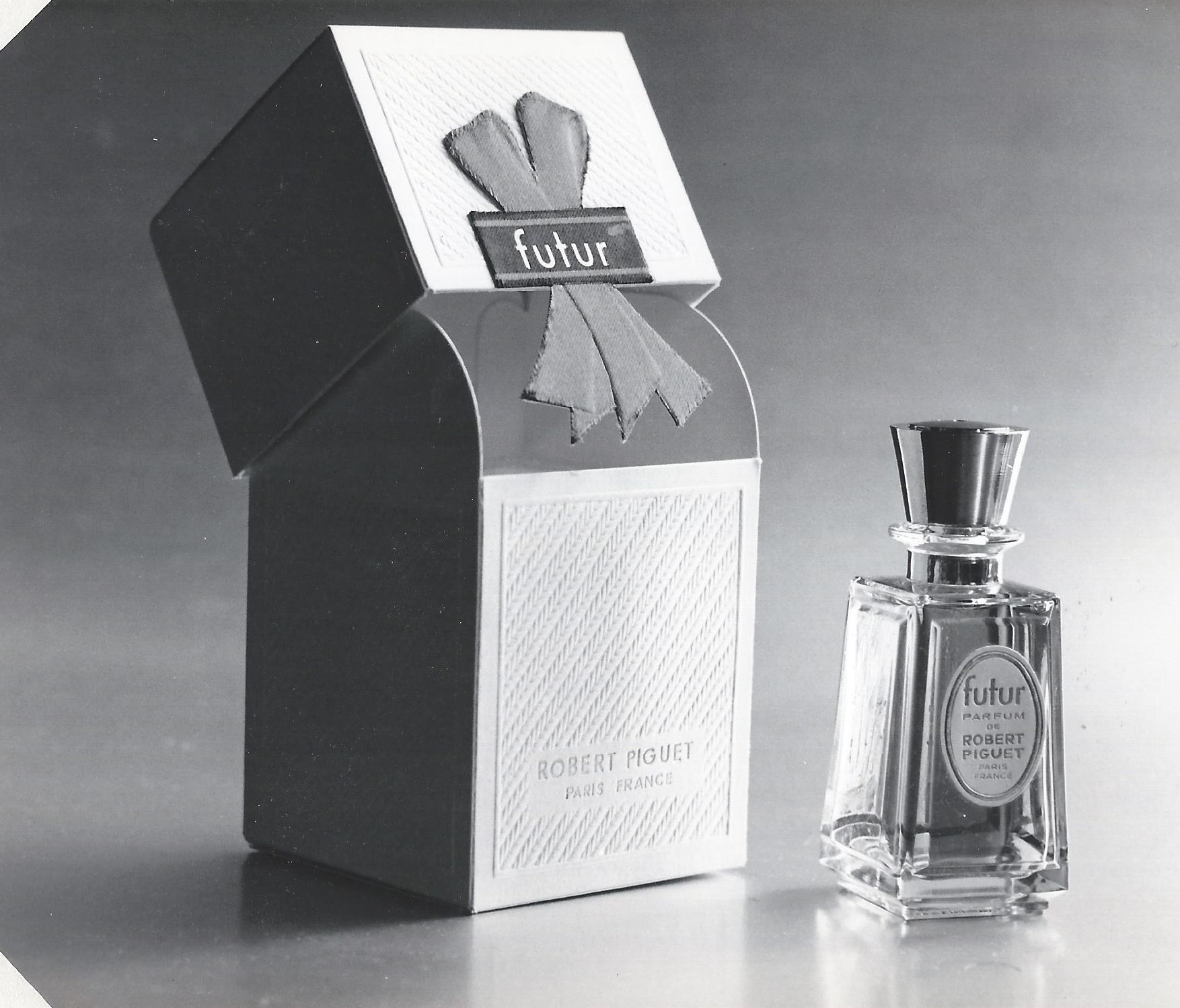
로베르 피게의 퓨처(futur) 향수 (1960년경)

1944년, 로베르 피게는 미국에서 프랑스의 조향사인 저메인 셀리어(Germaine Cellier)와 함께 Bandit라는 이름의 향수를 출시했다. 향수를 출시하면서 총과 칼을 든 모델이 등장하는 자극적인 프레젠테이션을 선보이기도 했다. 1948년에 셀리어와 함께 개발한 Fracas향수는 피게의 가장 성공적인 향수로 꼽힌다. 이 향수의 업데이트 버전은 2006년 피피어워드(FiFi Awards) 명예의 전당에 입성하기도 했다. 피게의 감독 하에 개발된 다른 향수로는 Visa (1945)와 Baghari (1950)가 있다. 1953년 피게가 질병으로 사망한 후, 크라바슈 (1963년), 퓨처 (1960년대) 등의 향수가 피게 이름을 달고 계속 개발되었지만 결국 향수 브랜드 '로버트 피게'는 1993년 미국 회사인 Fashion Fragrances & Cosmetics Ltd에 인수될 때까지 점차 대중의 인지도에서 멀어지게 되었다.